# Softly Whispering I Love You
«Softly Whispering I Love You» es una canción escrita por el dúo de compositores Roger Cook y Roger Greenaway, y originalmente interpretada por el dúo bajo el nombre de David and Jonathan. Fue publicada como sencillo el 3 de noviembre de 1967 a través de Columbia Records.

## Posicionamiento
| Gráfica (1968)     | Pico de posición |
| ------------------ | ---------------- |
| Australia (Go-Set) | 23               |

## Versión de The Congregation

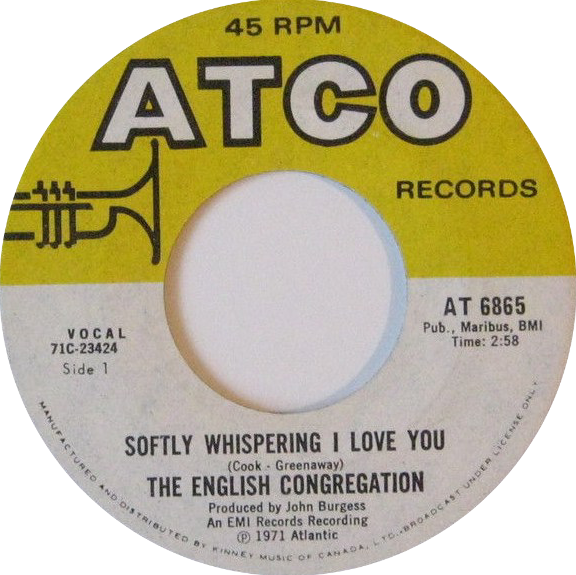
Lado A del lanzamiento de sencillo en Canadá en 1971.

The Congregation lanzó una versión de la canción el 15 de octubre de 1971 como el sencillo principal del álbum debut de la banda del mismo nombre.

### Uso en otros medios
- La canción apareció en la película Licorice Pizza (2021).[5]

### Posicionamiento
| Gráfica (1971–72)                  | Pico de posición |
| ---------------------------------- | ---------------- |
| Alemania (Official German Charts)  | 10               |
| Australia (Go-Set)                 | 11               |
| Canadá (RPM Top Singles)           | 21               |
| Estados Unidos (Billboard Hot 100) | 29               |
| Irlanda (Irish Singles Chart)      | 6                |
| Nueva Zelanda (Listener)           | 1                |
| Reino Unido (UK Singles Chart)     | 4                |
| Sudáfrica (Springbok Radio)        | 1                |
| Suiza (Schweizer Hitparade)        | 4                |